# Praxis inordinata
Praxis inordinata är en fjärilsart som beskrevs av Walker 1857. Praxis inordinata ingår i släktet Praxis och familjen nattflyn. Inga underarter finns listade i Catalogue of Life.